# 热勒农库尔
热勒农库尔（法語：Gellenoncourt，法語發音：[ʒɛlnɔ̃kuʁ]）是法国默尔特-摩泽尔省的一个市镇，属于南锡区。

## 地理
热勒农库尔（48°40'40"N, 6°23'11"E）面积3.61 平方千米，位于法国大東部大區默尔特-摩泽尔省，该省份为法国东北部内陆省份，是洛林的一部分，北邻比利时、卢森堡，北起顺时针与摩泽尔省、下莱茵省、孚日省和默兹省接壤。
与热勒农库尔接壤的市镇（或旧市镇、城区）包括：库尔贝索、德鲁维尔、阿罗库尔。

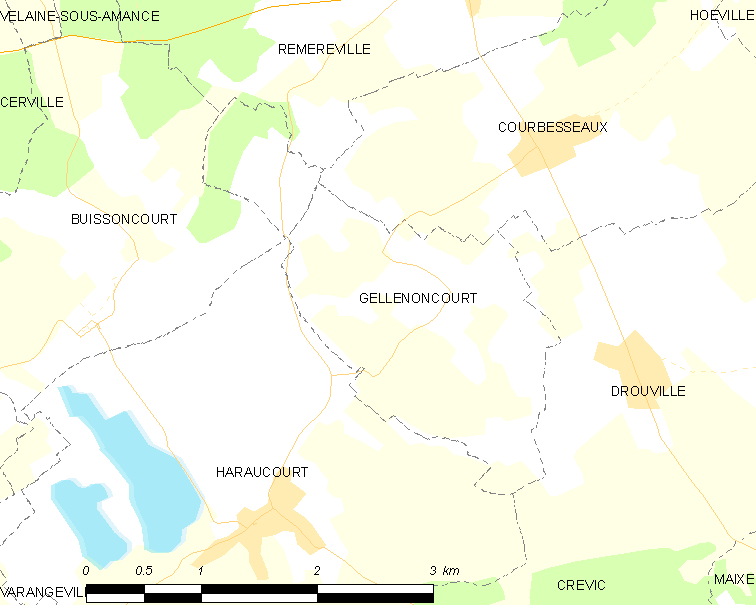
热勒农库尔的OSM定位图

热勒农库尔的时区为UTC+01:00、UTC+02:00（夏令时）。

## 行政
热勒农库尔的邮政编码为54110，INSEE市镇编码为54219。

## 政治
热勒农库尔所属的省级选区为格朗库罗内县。

## 人口

1962-2008年间热勒农库尔人口变化图示

热勒农库尔于2022年1月1日时的人口数量为82人。